# Korsimoro
Korsimoro là một tổng thuộc  tỉnh Sanmatenga ở miền trung Burkina Faso. Thủ phủ là thị xã Korsimoro. Dân số năm 2006 là 46.907 người

## Các thị xã và làng xã
Baskoudré–Mossi, Baskoudré-Peulh, Dollé, Foulla, Ilartenga, Imiougou-Natenga, Ipalla, Kiendpalogo, Kirbaka, Mederin-Peulh, Nimpoui, Noungou, Ouidin, Ouitenga-Poecin, Sabouri-Nakoara, Sabouri-Natenga, Sabouri-Sonkin, Soubouri-Soukia, Tamboko, Tansablogo, Tansin, Taonsgo, Toulguéré-Peulh và Zourtenga.